# Harald Grieger
Harald Grieger (* 19. März 1945 in Berlin; † 17. Oktober 2012 in Polen) war ein deutscher Politiker (CDU).
Grieger beendete seine Schullaufbahn 1963 mit der mittleren Reife und begann daraufhin eine Ausbildung bei der Polizei. Bis 1990 war er für den Polizeidienst tätig. Dem Kreisverband Schöneberg der CDU trat er 1968 bei. Von 1971 bis 1985 gehörte er der Bezirksverordnetenversammlung von Schöneberg an. Am 5. September 1985 rückte er für Gerhard Lawrentz in das Abgeordnetenhaus von Berlin nach. Diesem gehörte er bis 1989 und dann noch einmal von 1991 bis 1999 an, zeitweise direkt gewählt im Wahlkreis Schöneberg 3. Nebenher war er in der Gewerkschaft der Polizei und beim Union-Hilfswerk tätig. Grieger beendete seine politische Laufbahn mit dem Ausscheiden aus dem Abgeordnetenhaus. Seine letzten Lebensjahre verbrachte er in Polen, wo er auch beigesetzt wurde. Er hatte drei Kinder.